# Tantilla petersi
Espèce
Tantilla petersi  est une espèce de serpents de la famille des Colubridae.

## Répartition
Cette espèce est endémique de la province d'Imbabura en Équateur.

## Étymologie
Cette espèce est nommée en l'honneur de James Arthur Peters.

## Publication originale
- Wilson, 1979 : A new snake of the genus Tantilla from Ecuador. Herpetologica, vol. 35, n. 3, p. 274-276.